# Па-де-катр (балет)
«Па-де-катр» (фр. Pas de Quatre) — дивертисмент на музыку Цезаря Пуни балетмейстера Жюля-Жозефа Перро (1845); одноимённая постановка Антона Долина (1941).
Летом 1845 года в Лондоне одновременно оказались четыре известных балерины: Мария Тальони, Карлотта Гризи, Фанни Черрито, из Дании приехала ученица Августа Бурнонвиля Люсиль Гран.
Директор «театра Её Величества» (Her Majesty’s Theatre) Benjamin Lumley решил собрать четырёх звёзд на одной сцене для выступления перед английской королевой Викторией.
Жюль-Жозеф Перро выполнил этот специальный высочайший заказ и поставил балетный дивертисмент, каждая из вариаций которого наиболее выгодно раскрывала артистические и технические возможности четырёх знаменитых танцовщиц. Чтобы не обидеть соперниц по сцене, их имена написали не по очерёдности, а по кругу. Вариации не нумеровались и назывались именами балерин.
Музыку заказали Цезарю Пуни. Премьера состоялась 12 июля 1845 года. В театре собрался весь свет лондонского общества. Пресса была восторженной.
Романтический балет нельзя определённо назвать совсем бессюжетным. Каждый образ раскрывал характер балерины, общий танец и чередование вариаций представляли логичное единство действия.
Начало и конец дивертисмента представляли собой застывшую картинную общую позу. Танец балерины начинали вместе, кода была написана в «испанском стиле», с кастаньетами в оркестре.

## Образы и вариации
- Люсиль Гран

Школа Бурнонвиля отличалась филигранной техникой и мелкими прыжками, в вариации Люсиль Гран было множество pas de bourres и антраша́.
В 1847 году вариацию Люсиль Гран исполняла Каролина Розати.
- Карлотта Гризи

Шарлотта Гризи была балериной-актрисой, она также обладала хорошим голосом и выступала в опере, но будучи женой Перро, дебютировала в специально поставленной для неё роли Жизели. Её вариация была плавной, артистичной и состояла из арабесков, балансе и нескольких туров.
- Фанни Черрито

Танец Фанни Черрито отличался яркостью, темпераментностью и виртуозностью исполнения балетных pas. Вариация для неё была написана в форме вальса на 3/4, и состояла из балансе и лёгких прыжков.
- Мария Тальони

Воздушный образ Сильфиды — Тальони, парящей над землёй, был использован хореографом с акцентом на фиксации балериной позы арабеска на пуантах. На первый взгляд, эта вариация самая простая.
В 1846 году «вариация Тальони» стала вставной в балете «Своенравная жена» Адана, в театре «Ла Скала».

## Дальнейшие постановки
Киноплёнку изобрели гораздо позднее, записей балета не осталось. Спектакль не был репертуарным, а примы-балерины не мечтали о преемственности балета, поставленного специально для них.
Тем не менее, в 1936 году спектакль поставили К. Лестер и труппа Алисии Марковой — Долина, (Манчестер).
Этот вариант постановки в редакции К. Лестера в 1946 году исполняла Алисия Алонсо на сцене Ковент-Гардена с Н. Кей, Б. Фоллис и Л. Чейз. Затем балет поставили в «Boston Ballet», Парижской Опере, датском Королевском балете, Нидерландском национальном балете, Национальном балете Канады и в Национальном балете Вашингтона.

## Постановка Долина
В 1941 году Антон Долин поставил свою версию балета:
«Это не реконструкция, а скорее фантазия, основанная на исторических материалах и интуиции хореографа».
Версия была перенесена в Русский балет Монте-Карло, где партии исполняли Наталья Красовская (Люсиль Гран), Мия Славенска (Карлотта Гризи), Александра Данилова (Фанни Черрито) и Алисия Маркова (Мария Тальони).
Версию «по Долину» возобновил в 1957 году М. Люипар в Боннском оперном театре. В 1961 году балет был поставлен в лондонском Фестиваль-балете, где партии исполняли Алисия Маркова, Н. Рябушинская, П. Хинтон и Н. Россана[уточнить]. В 1971 году балет был поставлен в Балетной труппе Пенсильвании, в 1972 году — в Нью-Йоркском городском балете, где партии исполнили Карла Фраччи, Виолетт Верди, Патриция Макбрайд и Э. д’Антуоно[уточнить].

## Балет в Ленинграде
В 1966 году балет был возобновлён «по Долину» в Ленинграде (Петербурге) в  Академическом театре оперы и балета имени С. М. Кирова (Мариинский театр); первыми исполнительницами были Габриэла Комлева, Наталия Большакова, Нина С. Груздева (Санина), Алла Сизова.
Следующая постановка осуществлена там же в 1978 году; партии исполняли балерины Ирина Колпакова, Алла Сизова, Валентина Ганибалова, Ольга Искандерова.

## Версия Алонсо
В 1966 году балет под названием Grand Pas de Quatre («Гран-па-де-катр») поставила Алисия Алонсо в кубинском национальном балете. Эта версия представляет собой симбиоз «классической» версии и «стиля Алисии Алонсо»: «Перро-Лестер-Долин-Алонсо».
Первые исполнительницы партий
Мирта Пла, Аврора Бош, Лойпа Араухо, М. Мартинес.
«Гран-па-де-катр» был многократно показан в России, последний раз 2 августа 2011 года на новой сцене Большого театра состоялся гала-концерт «Viva Alicia!».